# Paraíso, canto decimosegundo

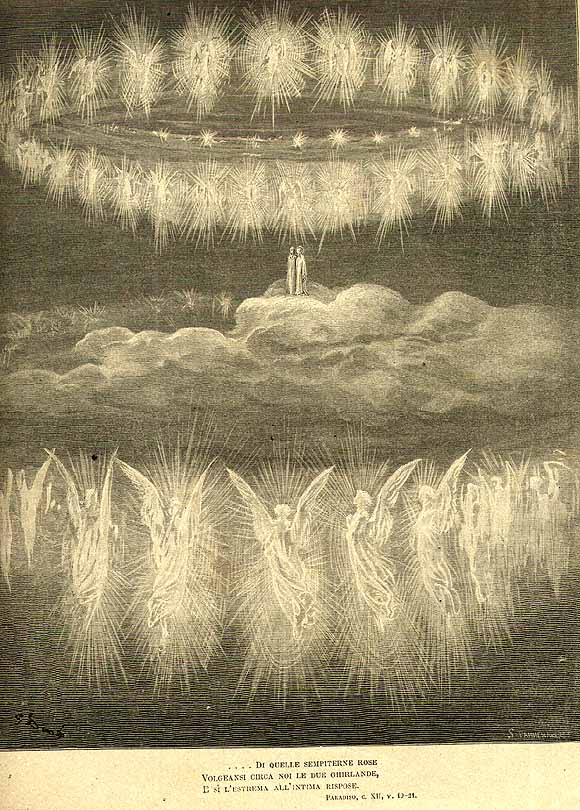
Ilustración por Gustave Doré del Paraíso, canto XII, de la La Divina Comedia.

El canto decimosegundo del Paraíso de la La Divina Comedia de Dante Alighieri se desarrolla en el cielo del Sol, donde se encuentran los espíritus sabios. Transcurre la tarde del 13 de abril o del 30 de marzo de 1300. El canto es especular con respecto al precedente, pues el objeto de ambos es una orden religiosa elogiando sus orígenes y lamentando su decadencia actual. En este caso es san Buenaventura de Fidanza, de la orden franciscana, quien describe la vida de Santo Domingo de Guzmán fundador de la orden dominicana, y lamenta la decadencia de su propia orden franciscana. 

## Contenido
- La segunda corona de los espíritus sabios: san Buenaventura. vv. 1-30
- Panegírico de santo Domingo vv. 31-105
- Decadencia de los franciscanos vv. 106.126
- Los espíritus de la segunda corona vv. 127-145

## Síntesis y análisis

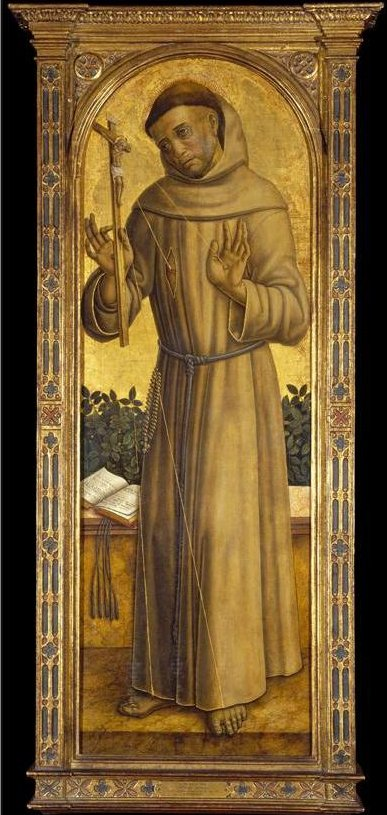
Francisco de Asís.

Concéntricas y coordinadas en el tiempo del movimiento y del canto, cuya belleza y serenidad trasciende la experiencia humana, las dos ruedas de espíritus beatos evocan un arco iris doble. Al cabo del tiempo, el evento se detiene con la misma calma con la que comenzó.

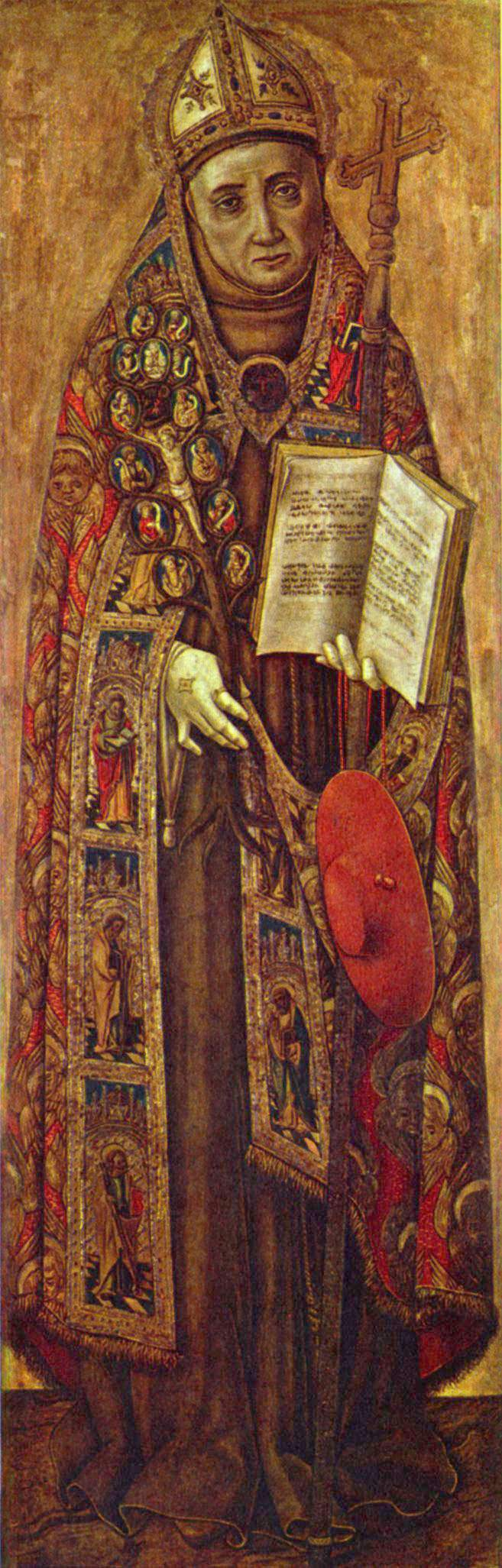
San Buenaventura de Fidanza.

De una de las ruedas surge una voz, que para responder al elogio que se ha hecho de san Francisco en el canto precedente por parte de un dominico, ahora se expresará en términos llenos de admiración a propósito de santo Domingo. Quien habla es san Buenaventura. Además de hacer un elogio de quien en tierra pudo ser percibido como adversario de su orden. San Buenaventura es en efecto el más célebre representante de la corriente agustiniana mística del siglo XIII.
Al igual que santo Tomás hace con los dominicos, san Buenaventura describe con severidad la situación de su orden, la de los franciscanos. Por un lado, en efecto, se encuentran Matteo d'Acquasparta y sus seguidores, que tienden a eludir la norma para tener una vida más fácil y relajada. Por el otro, se encuentran Ubertino da Casale y quienes comparten sus ideas extremas, llevando el rigor a tal punto, que lo anteponen incluso al apostolado. Dichas por Buenaventura, las palabras de reproche suenan mucho más graves, pues este santo fue conocido por su compromiso con la orden y sus notables acciones.
Junto a este, confirman esta rueda los sabios Illuminato da Rieti, San Agustín, Hugo de San Víctor, Pietro Mangiadore, Juan XXI, Natán, Juan Crisóstomo, San Anselmo, Elio Donato, Rabano Mauro y Joaquín de Fiore.